# Lukas Greiderer
Lukas Greiderer, né le 8 juillet 1993, est un coureur du combiné nordique autrichien.

## Carrière
Licencié au HSV Absam Bergisel, Lukas Greiderer commence sa carrière dans des compétitions officielles de la FIS en 2009.
En janvier 2013 à Seefeld, il fait sa première apparition en Coupe du monde. Il marque ses premiers points dès sa deuxième course qui a lieu en janvier 2014 à Tchaikovski, avec une onzième place. Le 30 août 2014, il monte sur un podium lors de la dernière épreuve du Grand Prix d'été à Oberstdorf derrière Johannes Rydzek et Eric Frenzel. Il remporte la Coupe continentale en 2015.
Il obtient son meilleur résultat international à la Coupe du monde d'Hakuba en février 2018, en terminant sixième, puis améliore ce résultat d'une place en fin de saison à Schonach. C'est aussi à Schonach, hôte de la Coupe de la Forêt-Noire, que Greiderer monte sur son premier podium en Coupe du monde un an plus tard, étant battu seulement par Bernhard Gruber au sprint.

## Palmarès

### Jeux olympiques
| Épreuve / Édition | Individuel     | Individuel     | Par équipes Grand tremplin |
| Épreuve / Édition | Petit tremplin | Grand tremplin | Par équipes Grand tremplin |
| JO 2022 Pékin     | Bronze         | 5e             | 4e                         |

### Championnats du monde
| Épreuve / Édition        | Individuel     | Individuel     | Par équipes           | Par équipes                 |
| Épreuve / Édition        | Petit tremplin | Grand tremplin | Grand tremplin Sprint | Petit tremplin Relais       |
| Mondiaux 2021 Oberstdorf | 8e             | 13e            | Or                    | Bronze                      |
| Épreuve / Édition        | Individuel     | Individuel     | Par équipes           | Par équipes                 |
| Épreuve / Édition        | Petit tremplin | Grand tremplin | Grand tremplin Relais | Petit tremplin Relais Mixte |
| Mondiaux 2023 Planica    |                |                | Bronze                |                             |

### Coupe du monde
- Meilleur classement général : 9e en 2021.
- 3 podiums individuel : 1 deuxième place et 2 troisièmes places.
- 3 podium par équipes : 2 deuxièmes places et 1 troisième place.
- 2 podiums par équipes mixte : 1 deuxième place et 1 troisième place.

#### Différents classements en Coupe du monde
| Année     | Classement général final |
| 2013-2014 | 47e                      |
| 2014-2015 | 66e                      |
| 2015-2016 | 33e                      |
| 2016-2017 | 53e                      |
| 2017-2018 | 16e                      |
| 2018-2019 | 17e                      |
| 2019-2020 | 11e                      |
| 2020-2021 | 9e                       |
| 2021-2022 | 18e                      |
| 2022-2023 | 21e                      |

### Coupe continentale
- Vainqueur du classement général en 2015.
- 3 victoires.

### Grand prix d'été
- 8e de l'édition 2014.
- 1 podium.